# Coronel Juan Solá
Coronel Juan Solá är en ort i Argentina.   Den ligger i provinsen Salta, i den norra delen av landet, 1 300 km norr om huvudstaden Buenos Aires. Coronel Juan Solá ligger 223 meter över havet och antalet invånare är 9 643.
Terrängen runt Coronel Juan Solá är mycket platt. Trakten runt Coronel Juan Solá är nära nog obefolkad, med mindre än två invånare per kvadratkilometer..
I omgivningarna runt Coronel Juan Solá växer i huvudsak lövfällande lövskog.